# Fort de Gouraya
Le fort de Gouraya est un ancien ouvrage militaire espagnol du XVIe siècle, situé dans la commune de Béjaïa, Wilaya de Béjaïa, au sommet d'une montagne appelle localement : Yemma Gouraya qui a une altitude de 672 m, en Kabylie.

## Histoire
Le fort de Gouraya est une place forte érigée sur l'emplacement du tombeau qui selon la légende locale est celui d'une sainte femme, patronne de la ville : Yemma Gouraya.
Au XIXe siècle, il fut réaménagé par les Français. En effet, cette forteresse, bâtie au sommet de la montagne Gouraya, est un site d'observation stratégique dominant toute la région de Béjaïa ainsi que la baie de Béjaia.
Il servait aussi de caserne militaire à une trentaine de soldats durant l'occupation française de l'Algérie.